# Tudo Sobre Todos
Tudo Sobre Todos, originalmente chamado de Nomes do Brasil, foi um site supostamente criado por Charles Douglas da Silva em 2015 que comercializava dados públicos sobre brasileiros ou residentes no Brasil. Atualmente, o site continua online, mas não é atualizado desde 2018.

## Website

### Criador
Em uma página de cachê do Google, o site estava relacionado com Neofutur, o codinome usado pelo francês William Waisse, membro do coletivo hacker NeoSkills. De acordo com os responsáveis, ela seria uma empresa internacional de notícias que mostra dados de fontes públicas para facilitar a pesquisa de informações para quem precisar delas. Também de acordo com a empresa, ela estaria localizada na Ilha de Mahé, capital das Ilhas Seychelles, no Oceano Pacífico, porém tinha seu domínio cadastrado na Suécia e seu endereço IP era da França.
Em 2018, o criador foi identificado pelo Ministério Público do Distrito Federal como Charles Douglas da Silva, apesar da informação ser negada pelo site.

### Serviços
Originalmente, o site oferecia serviços de busca de CPF através do nome completo da pessoa. Após sua queda, o Tudo Sobre Todos passou a vender dados como RG, CPF, endereço completo, telefones, redes sociais, nomes de parentes e vizinhos e empresas associadas ou que trabalha. Os dados podem ser comprados com créditos, vendidos por três planos com preços que variavam de R$ 9,90 a R$ 79,00. Os créditos eram vendidos no MercadoLivre ou no próprio site através de PayPal, boleto ou até bitcoins. O MercadoLivre parou de vender os créditos em 2018, após notificação da Justiça do Distrito Federal. Porém, a comercialização continuou via WhatsApp.
Os dados eram coletados através de cartórios, decisões judiciais publicadas, diários oficiais, fóruns, bureaus de informação, redes sociais e consultas em sites públicos na internet, e por vezes podiam estar desatualizados. Também foi levantado a hipótese de partes dos dados serem obtidos por hackeamento de sites como a Receita Federal. Também foi encontrado um anúncio da Top Documents LLC no site Freelancer.com oferecendo serviços scraping de sites de órgãos públicos, como prefeituras, tribunais de justiça, o Tribunal Superior Eleitoral (TSE), o Superior Tribunal Militar (STM) e o Conselho Nacional de Justiça (CNJ).
O site afirmava que "(...) é administrado por uma equipe multidisciplinar com o objetivo de reunir os dados da maior quantidade possível de fontes públicas e tornar mais fácil a localização de pessoas e empresas". Apesar disso, havia a preocupação de que os dados poderiam ser usados para cometer crimes como fraudes e engenharia social.

## História
O Nomes do Brasil foi inaugurado em junho de 2015 e era gerenciado pela empresa Top Documents LLC. 
No mesmo ano, milhares de pessoas assinaram uma petição contra o site. Após as denúncias, em 30 de julho, o ste foi proibido pela Justiça Federal do Rio Grande do Norte e investigado pelo Ministério Público Federal. A Justiça afirmava que Nomes do Brasil violava a Constituição, o Marco Civil da Internet, a Lei de Acesso a Bancos de Dados para Fins Comerciais e a Lei de Acesso à Informação. Ele saiu do ar, porém voltou pouco tempo depois com o nome Tudo Sobre Todos, oferecendo uma maior gama de serviços.
A Comissão de Proteção de Dados do Ministério Público do Distrito Federal e Territórios (MPDFT) instaurou inquérito em 22 de junho de 2018, e pediu que o site fosse retirado de buscadores como medida preventiva. A investigação foi feita pelo Ministério Público do Distrito Federal, que identificou o criador do site como sendo Charles Douglas da Silva. Em 17 de dezembro, a Justiça do Distrito Federal bloqueou R$ 2 milhões de sua conta, exigindo que Tudo Sobre Todos fosse retirado do ar sob pena de multa de até R$ 100 mil. Atualmente, o site continua online, porém inativo.
Em abril de 2021, a empresa de segurança digital PSafe enviou um relatório para a Autoridade Nacional de Proteção de Dados (ANPD) sobre um ste da deep web que vendia dados de brasileiros. Porém, o nome do site e outros dados não foram divulgados por respeito a Lei Geral de Proteção de Dados.

## Ver Também
- Telefone.Ninja
- Consulta Pública
- FuiVazado!